# 卡尔·海尔斯
卡尔·尤金·海尔斯（英語：Carl Eugene Heiles，1939年9月22日—），美国天体物理学家 ，他通过射电天文学观测对星际物质研究做出了重要贡献。

## 奖项和荣誉
- 丹尼·海涅曼天体物理学奖（1989年）[1]
- 诺伊斯卓越本科生教学奖（2002年）[2]
- 美国国家科学院院士[3]